# Eiskunstlauf-Weltmeisterschaft 1903
Die 8. Eiskunstlauf-Weltmeisterschaft fand am 20. und 21. Februar 1903 in Sankt Petersburg (Russland) statt, zum 200-jährigen Jubiläum der Zarenmetropole.

## Ergebnis

### Herren
| Platz | Sportler          | Land            |
| ----- | ----------------- | --------------- |
| 1     | Ulrich Salchow    | Schweden        |
| 2     | Nikolai Panin     | Russland        |
| 3     | Max Bohatsch      | Österreich      |
| 4     | Ernst Lassahn     | Deutsches Reich |
|       | Gilbert Fuchs (Z) | Deutsches Reich |

- Z = Zurückgezogen

Punktrichter waren:
- Eduard von Löhr  Österreich
- G. Wendt  Deutsches Reich
- Tibor von Földváry  Ungarn
- Georg Sanders  Russland
- A. Iwaschenzow  Russland

## Quelle
- World figure skating championships 1900–1909 (men). Skatabase, archiviert vom Original am 11. Oktober 2008; abgerufen am 21. Mai 2018 (englisch).